# Мілейовиці (Свентокшиське воєводство)
Мілейовиці (пол. Milejowice) — село в Польщі, у гміні Васнюв Островецького повіту Свентокшиського воєводства.
Населення — 95 осіб (2011).
У 1975-1998 роках село належало до Келецького воєводства.

## Демографія
Демографічна структура на день 31 березня 2011 року:
|          | Загалом | Допрацездатний вік | Працездатний вік | Постпрацездатний вік |
| -------- | ------- | ------------------ | ---------------- | -------------------- |
| Чоловіки | 44      | 4                  | 38               | 2                    |
| Жінки    | 51      | 9                  | 31               | 11                   |
| Разом    | 95      | 13                 | 69               | 13                   |